# Mayu Sumaj
Mayu Sumaj es una comuna situada en el departamento Punilla, provincia de Córdoba, Argentina.
Se encuentra situada en la zona sur del valle de Punilla, en la Pedanía Santiago, distante aprox. 45 km de la ciudad de Córdoba y a 10 km de la ciudad de Villa Carlos Paz.
La comuna fue fundada en 1949 y su fiesta patronal es el primero de mayo. La principal actividad económica es el turismo, recibiendo aproximadamente 6.000 turistas anualmente.
La única ruta que atraviesa la ciudad es la ruta provincial N.º 14 a las Altas Cumbres, que relaciona a Córdoba con las provincias de San Luis, Mendoza y San Juan.

## Toponimia
Mayu Sumaj significa en idioma quechua "Río Lindo". El nombre le fue dado a mediados del siglo pasado por el terrateniente santiagueño Gumersindo Sayago bajo la presidencia de Perón.

## Historia
La extensión que hoy abarca Mayu Sumaj eran campos pertenecientes a Delia Carranza. Durante este periodo el asentamiento de familias se encontraba establecido en el paraje denominado “Huayco Cóndor”, este lugar hoy no pertenece a Mayu Sumaj, pues se encuentra en el otro lado del río San Antonio.
La gente que habitó este sitio, aproximadamente 10 familias, contribuyó a poblar esta localidad, ya que se trasladaron a las tierras que posteriormente conformaron esta villa, constituyéndose en los primeros pobladores da Mayu Sumaj y localidades vecinas.
Delia Carranza vendió los campos a 17 socios que conformaron el loteo fundado en 1949 por Cursa S.A. A partir del loteo comenzaron a llegar otras familias de distintos lugares.
En 1967 se oficializa la comisión vecinal del pueblo por el superior gobierno de la provincia de Córdoba.
A partir de la década del ’70 se produjo un incremento de la población estable de la villa, provenientes de otras provincias y localidades aledañas.
Actualmente Mayu Sumaj es una Comuna organizada y oficializada como tal desde el año 1993 por el gobierno de la Provincia de Córdoba.

## Geografía

### Población
Cuenta con 1,259 habitantes (Indec, 2010), lo que representa un incremento del 44% frente a los 874 habitantes (Indec, 2001) del censo anterior. Se encuentra en un periodo de marcado crecimiento demográfico. Integra del aglomerado denominado Villa Carlos Paz - San Antonio de Arredondo - Villa Río Icho Cruz que cuenta con una población de 69,840 habitantes (Indec, 2010).
| Gráfica de evolución demográfica de Mayu Sumaj entre 1991 y 2010 |
|                                                                  |
| Fuente: Censos nacionales del INDEC                              |

### Clima
El clima en las sierras presenta algunas características particulares:
las sierras inspiran el paso de los vientos húmedos, por lo tanto el invierno es muy seco y con noches muy frías.
Los veranos presentan elevadas temperaturas, en esta época se presentan las lluvias.
Mayu Sumaj está enclavada en una región semiárida, lo que se refleja en su clima, otoños e inviernos secos, no llueve prácticamente desde mayo hasta los primeros días de noviembre.
En los meses de junio, julio y agosto los días son frescos con noches frías, con temperaturas medias inferiores a los 18 °C, registrándose en estos meses fuertes heladas y nevadas.
La media anual de lluvias es de 700 mm, siendo en verano la época de mayor cantidad de precipitaciones. Durante esta estación se observa una gran amplitud térmica en el transcurso del día. Mañanas calurosas y noches frescas. Temperatura promedio: 25 °C.

### Sismicidad
La sismicidad de la región de Córdoba es frecuente y de intensidad baja, y un silencio sísmico de terremotos medios a graves cada 30 años en áreas aleatorias. Sus últimas expresiones se produjeron:
- 22 de septiembre de 1908 (116 años), a las 17.00 UTC-3, con 6,5 Richter, escala de Mercalli VII; ubicación 30°30′0″S 64°30′0″O / -30.50000, -64.50000; profundidad: 100 km; produjo daños en Deán Funes, Cruz del Eje y Soto, provincia de Córdoba, y en el sur de las provincias de Santiago del Estero, La Rioja y Catamarca[2]
- 16 de enero de 1947 (78 años), a las 2.37 UTC-3, con una magnitud aproximadamente de 5,5 en la escala de Richter (terremoto de Córdoba de 1947)[1]
- 28 de marzo de 1955 (70 años), a las 6.20 UTC-3 con 6,9 Richter: además de la gravedad física del fenómeno se unió el desconocimiento absoluto de la población a estos eventos recurrentes (terremoto de Villa Giardino de 1955)
- 7 de septiembre de 2004 (20 años), a las 8.53 UTC-3 con 4,1 Richter
- 25 de diciembre de 2009 (15 años), a las 21.42 UTC-3 con 4,0 Richter